# Dār an-Nadwa

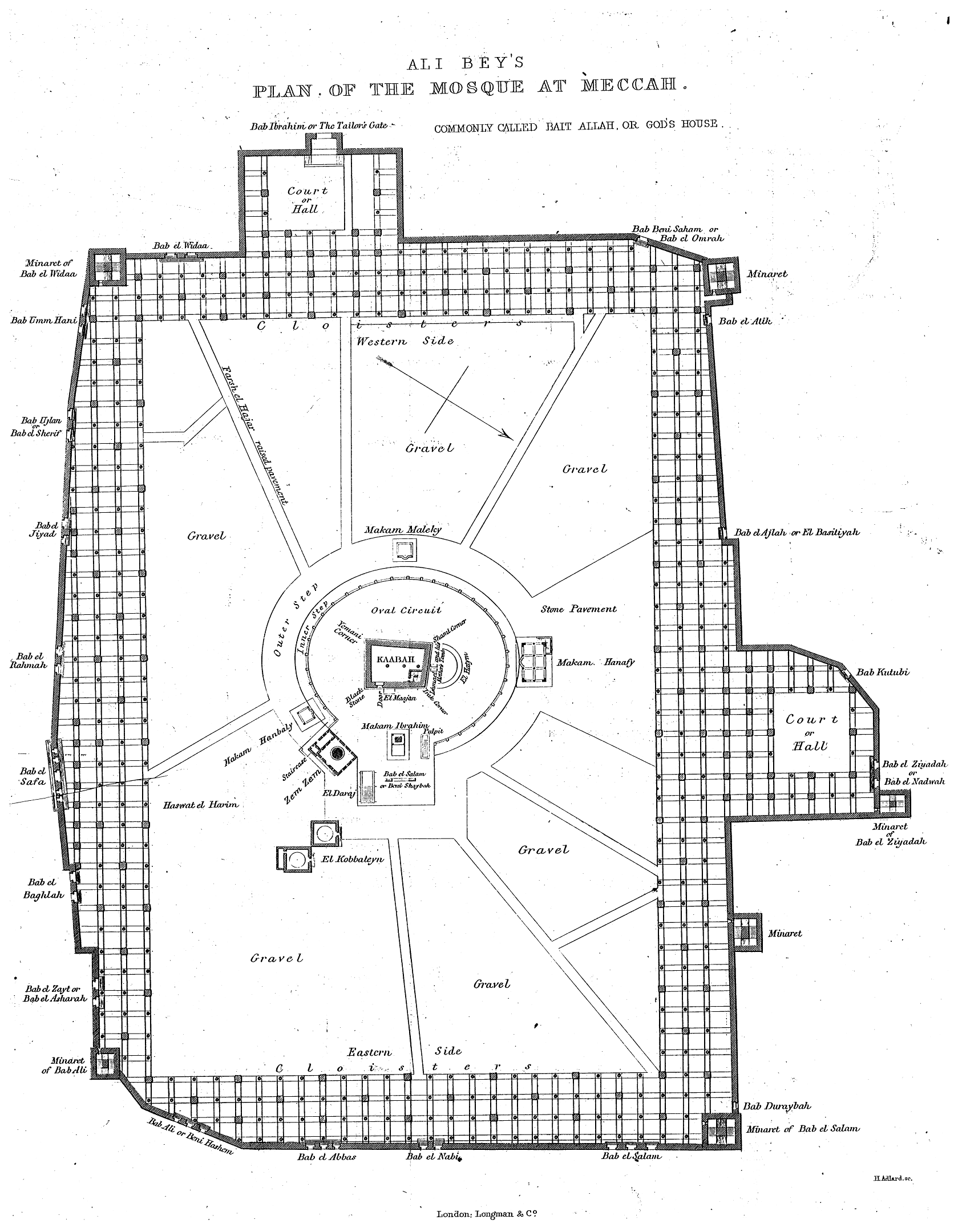
Plan der Heiligen Moschee in Mekka aus dem 19. Jahrhundert. Auf der rechten, nördlichen Seite ist die Gebäudeerweiterung (ziyāda) erkennbar, an der ursprünglich die Dār an-Nadwa stand

Dār an-Nadwa (arabisch دار الندوة ‚Versammlungshaus‘) war ein zentrales Gebäude in Mekka nördlich der Kaaba, in dem in vorislamischer Zeit die Ratsversammlung (malaʾ) der Quraisch tagte und verschiedene Übergangsriten gefeiert wurden. Während der Umayyadenzeit diente es als Herberge der Kalifen, wenn sie zur Wallfahrt nach Mekka kamen.

## Position
Die Dār an-Nadwa befand sich auf der nördlichen Seite der Kaaba hinter dem Platz, auf dem der Tawāf vollzogen wurde. Wie der mekkanische Geschichtsschreiber al-Azraqī (gest. 837) berichtet, zeigte ihm sein Großvater eine Stelle auf halber Strecke zwischen der ersten Reihe der Betenden und den Säulen der Arkaden der Moschee. Er berührte dort eine Stelle mit dem Fuß und erklärte ihm, dass sich dort die Tür der Dār an-Nadwa befunden habe.

## Funktion als Versammlungshaus in vorislamischer Zeit
Nach der islamischen Überlieferung ist die Dār an-Nadwa durch den Quraischiten Qusaiy ibn Kilāb errichtet worden. Außer von Mitgliedern seiner Familie durften an den Versammlungen der Dār an-Nadwa nur männliche Quraischiten, die älter als vierzig Jahre waren, teilnehmen. Alle wichtigen Angelegenheiten der Quraisch hatten hier ihren Platz:  Gerichtsversammlungen, Beratungen über Krieg und Frieden, Heiraten und Beschneidungen von Knaben sowie besondere Zeremonien, bei denen die jungen Mädchen für heiratsfähig erklärt wurden. Hierbei wurden ihre Jugendkleider zerrissen. Die Dār an-Nadwa galt auch als Anfangs- und Endpunkt aller Karawanen.
Qusaiy vermachte das Gebäude zusammen mit dem Vorsitz in der Versammlung seinem Sohn ʿAbd ad-Dār. Es blieb in dessen Familie in frühislamische Zeit. Die Dār an-Nadwa war auch das Gebäude, in der die Quraisch 622 den Plan zur Ermordung des Propheten Mohammed gefasst haben sollen, nachdem dieser bereits außerhalb Mekkas, insbesondere in Medina, Anhänger gewonnen hatte und mehrere seiner Gefährten schon dorthin ausgewandert waren.  Auf diesen Sachverhalt soll sich das Koranwort in Sure 8:30 beziehen: „Damals, als die Ungläubigen Ränke gegen dich schmiedeten, um dich festzusetzen oder gar zu töten oder zu vertreiben. Ja, sie schmiedeten Ränke, und auch Gott schmiedet Ränke. Gott ist der beste Ränkeschmied.“ Nach dem Bericht des Ibn Ishāq erschien den Quraisch bei dieser Gelegenheit Iblis (der Teufel) in Gestalt eines Scheichs aus dem Nadschd und verleitete sie zu dem Mordplan.

## Niedergang: Von der Pilgerherberge der Kalifen zur Müllhalde
In frühislamischer Zeit kaufte der umaiyadische Kalif Muʿāwiya I. (reg. 661–680) die Dār an-Nadwa Ibn Rahīn al-ʿAbdarī, einem der Nachkommen von ʿAbd ad-Dār, für 100.000 Dirham ab. Der damalige Vorsteher der Kaaba, Schaiba ibn ʿUthmān, der ebenfalls aus der ʿAbd-ad-Dār-Familie stammte, machte zwar ein Vorkaufsrecht geltend, doch wurde er von dem Kalifen an der Nase herumgeführt, so dass er es nicht wahrnehmen konnte. Muʿāwiya erneuerte das Gebäude und stieg darin ab, wenn er auf Haddsch ging. Der Kalif ʿAbdallāh ibn az-Zubair (reg. 683–692) dehnte die Mauer der Heiligen Moschee bis hinter die Dār an-Nadwa aus, so dass diese nun innerhalb der Moschee lag und sich ihre Tür zum Sahn hin öffnete.
Die späteren Umayyaden-Kalifen nutzten die Dār an-Nadwa wie Muʿāwiya als Herberge, wenn sie sich auf Wallfahrt nach Mekka begaben. Nach den Erweiterungen der Heiligen Moschee durch ʿAbd al-Malik und seine beiden Söhne al-Walīd I. und Sulaimān ibn ʿAbd al-Malik ragte das Gebäude immer mehr in den Hof der Moschee hinein. Nach den Erweiterungen durch den abbasidischen Kalifen al-Mahdī in den frühen 780er Jahren wurde eines der nunmehr 23 Tore der Moschee nach der Dār an-Nadwa benannt. Es war eines der sechs Tore auf der Nordseite der Moschee und öffnete sich zur Dār an-Nadwa hin.
Auch die frühen Abbasiden stiegen, wenn sie nach Mekka zur Wallfahrt kamen, noch in der Dār an-Nadwa ab. Nachdem aber Hārūn ar-Raschīd die Dār al-Imāra der Banū-Chalaf-Familie aus dem Stamm der Chuzāʿa abgekauft und dieses Gebäude speziell zur Unterbringung herrschaftlicher Pilger hergerichtet hatte, verfiel die Dār an-Nadwa zusehends. Abū Muhammad al-Chuzāʿī (gest. 921), der die Mekka-Chronik von al-Azraqī überliefert und einen Nachtrag dazu geschrieben hat, berichtet darin, dass die Frauengemächer der Dār an-Nadwa eine Zeitlang an Fremde vermietet wurden, während in dem Raum für die Männer die Reittiere der Gouverneure von Mekka untergebracht wurden. Dann, so al-Chuzāʿī weiter, quartierten hier die Statthalter von Mekka ihre schwarzen Sklaven ein, die aber Schabernack trieben und die Nachbarn ärgerten. Ende des 9. Jahrhunderts war das Gebäude schließlich so zerfallen, dass es zur Müllhalde verkam.

## Abriss und Bau der Dār-an-Nadwa-Erweiterung der Heiligen Moschee

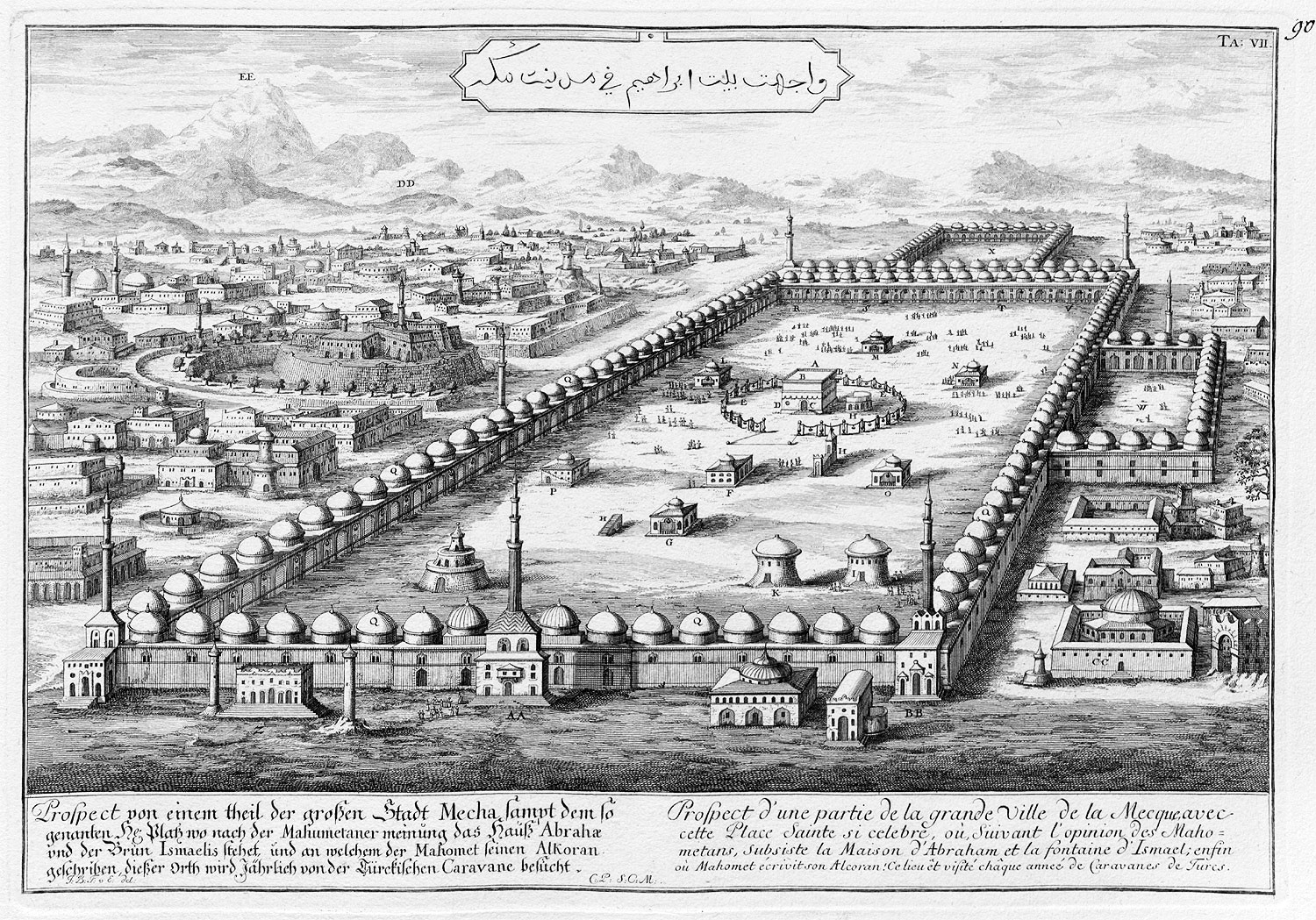
Darstellung der Heiligen Moschee von Fischer von Erlach, auf deren rechter Seite die Ziyādat Dār an-Nadwa sichtbar ist.

Aufgrund des von dem Gebäude ausgehenden Gestanks und des Morasts, der bei Regen aus dem Gebäude in den Moscheehof geschwemmt wurde, machte der Postmeister (ṣāḥib al-barīd) von Mekka 894 eine Eingabe bei dem Wesir ʿUbaidullāh ibn Sulaimān Ibn Wahb und schlug ihm vor, das Gebäude niederreißen und die Moschee um die betreffende Fläche erweitern zu lassen. Der abbasidische Kalif al-Muʿtadid bi-Llāh (reg. 892–902) ließ diesen Plan umsetzen. Mit den Bauarbeiten wurde ein Mann namens Abū l-Haddschādsch ʿUmair ibn Haiyān al-Asadī beauftragt. Er schaffte mit seinen Helfern und Arbeitern den Müll aus der Dār an-Nadwa heraus und riss das Gebäude nieder. Den Neubau, den er an seiner Stelle errichtete, stattete er mit den Säulen, Bögen und Arkaden mit einem Dach aus goldverzierten Teakholz aus. Um diese Erweiterung (ziyāda) mit dem Rest der Moschee zu verbinden, brach er an deren Außenmauer zwölf neue Tore (sechs große und sechs kleine). Außerdem brach er drei Tore zur Hauptstraße hin und stattete den neuen Bau mit einem eigenen Minarett aus. Die Bauarbeiten wurden innerhalb von drei Jahren abgeschlossen. Der neue Hof war 49 Ellen lang und 47 Ellen breit.
Im Jahre 918 ließ Muhammad ibn Mūsā, der Statthalter des Kalifen al-Muqtadir, die Tore zwischen der „Erweiterung der Dār an-Nadwa“ (Ziyādat Dār an-Nadwa) und der Heiligen Moschee zu Arkadenbögen erweitern, so dass nun alle, die sich in der Erweiterung befanden, die Kaaba sehen konnten. Die Ziyādat Dār an-Nadwa wurde somit zum festen Bestandteil der Heiligen Moschee in Mekka und hat über Jahrhunderte ihr Erscheinungsbild geprägt. Sie verschwand erst um die Mitte des 20. Jahrhunderts im Zuge des saudischen Ausbaus der Moschee.